# América de Cali (futebol feminino)
A Sociedad Anónima Deportiva América S. A. (futebol feminino) ou mais conhecido como América de Cáli Feminino, é a equipe de futebol feminino do América de Cáli, clube que tem sede na cidade de Cáli, na Colômbia. A equipe foi criada em 2016, e atualmente participa do Liga Profissional de Futebol Feminino da Colômbia.

## História
A equipe foi oficialmente lançada em 15 de setembro de 2016, durante a apresentação das duas primeiras contratações, das jogadoras Catalina Usme e Nicole Regnier. A ideia de formar uma equipe feminina ligada ao América foi de Marcela Gómez, filha do presidente da equipe, Túlio Gómez e que se tornaria a primeira presidente da equipe feminina. Assim, o América se vinculou ao projeto de expandir o futebol feminino no país.
Em 2017, o América confirmou sua participação no primeiro campeonato profissional de futebol feminino do país.
Na sua estreia em campeonatos profissionais o clube caiu apenas nas quartas de final para o Santa Fe, sendo comandado por Enrique Guevara. Para 2018, o clube reformulou o elenco e contratou Jersson González onde conseguiu melhor desempenho e foi semifinalista.
Em 2019, Andrés Usme foi contratado como técnico, profissional que já tinha experiência treinando clubes femininos. Após bater na trave nós anteriores, o clube finalmente conquistou o campeonato nacional vencendo o Independiente Medellín na final por 3 a 2 e se classificando para a Libertadores do mesmo ano. Em sua estreia continental o clube ficou na terceira posição com 4 vitórias e 2 derrotas.
No ano seguinte, o América passou por uma nova reformulação no elenco, mas conseguiu ser vice-campeão nacional perdendo somente para o Santa Fe e se classificando novamente para Copa Libertadores. Na competição internacional, o clube fez história novamente sendo finalista do torneio eliminando o Boca Juniors e o Corinthians nas fases anteriores, na grande final o clube foi derrotado por 2 a 1 pela Ferroviária.

## Títulos
| NACIONAIS             | NACIONAIS | NACIONAIS  |
| Competição            | Títulos   | Temporadas |
| --------------------- | --------- | ---------- |
| Campeonato Colombiano | 2         | 2019, 2022 |

### Outras conquistas
- Cuadrangular Bolívar Sí Avanza: 2017[8]

## Desempenho em competições

### Campeonato Nacional
| Liga Profissional Femenina | Liga Profissional Femenina | Liga Profissional Femenina | Liga Profissional Femenina | Liga Profissional Femenina | Liga Profissional Femenina | Liga Profissional Femenina | Liga Profissional Femenina | Liga Profissional Femenina | Liga Profissional Femenina |
| Torneio                    | Resultados                 | J                          | V                          | E                          | D                          | GP                         | GC                         | SG                         |                            |
| -------------------------- | -------------------------- | -------------------------- | -------------------------- | -------------------------- | -------------------------- | -------------------------- | -------------------------- | -------------------------- | -------------------------- |
| 2017                       | 7°                         | 12                         | 5                          | 5                          | 2                          | 26                         | 12                         | +14                        |                            |
| 2018                       | 4°                         | 14                         | 8                          | 1                          | 5                          | 32                         | 19                         | +13                        |                            |
| 2019                       | Campeão                    | 12                         | 8                          | 2                          | 2                          | 20                         | 9                          | +11                        |                            |
| 2020                       | Vice-campeão               | 12                         | 7                          | 2                          | 3                          | 14                         | 10                         | +4                         |                            |
| 2021                       | 5°                         | 10                         | 6                          | 2                          | 2                          | 25                         | 10                         | +15                        |                            |
| Total                      | Total                      | 60                         | 34                         | 12                         | 14                         | 117                        | 60                         | +57                        |                            |

### Copas internacionais
| Ano                    | Resultado      | Pts | J  | V | E | D | GP | GC | SG |
| ---------------------- | -------------- | --- | -- | - | - | - | -- | -- | -- |
| Copa Libertadores 2019 | Terceiro Lugar | 12  | 6  | 4 | 0 | 2 | 14 | 11 | +3 |
| Copa Libertadores 2020 | Vice-campeão   | 10  | 6  | 3 | 1 | 2 | 14 | 8  | +6 |
| Total                  | Total          | 22  | 12 | 7 | 1 | 4 | 28 | 19 | +9 |

## Clásico Vallecaucano
O América de Cáli disputa contra o Deportivo Cali o Clásico Vallecaucano Femenino. O primeiro clássico foi disputado em 20 de julho de 2019 e terminou com vitória das Las Diablas por 3 a 0, naquele mesmo ano o América conquistou seu primeiro campeonato colombiano. O registro em competições oficiais indica que as equipes se enfrentaram 6 vezes na história, com o América na frente com 3 vitórias contra 2 do Deportivo.
 Dados atualizados para o último jogo disputado em 11 de agosto de 2021.
| Clube           | V | E | D | GM | GS | SG |
| --------------- | - | - | - | -- | -- | -- |
| América de Cáli | 3 | 1 | 2 | 10 | 8  | +2 |
| Deportivo Cali  | 2 | 1 | 3 | 8  | 10 | –2 |